# Jairo Morillas Rivero
Jairo Morillas Rivero, també conegut com a Jairo, (Gilena, 2 de juliol de 1993) és un futbolista espanyol que juga com a davanter per l'Hibernians FC.

## Carrera de club
Morillas es va formar al planter del Sevilla FC i va debutar com a sènior amb el Sevilla FC C la temporada 2009–10 a Tercera Divisió, a només 16 anys. Fou promocionat al Sevilla Atlético el 2010, i va jugar diverses temporades a la Segona Divisió B.
El 3 de juliol de 2013 Morillas va signar contracte per dos anys amb el RCD Espanyol, per jugar al RCD Espanyol B també de Segona B. Va debutar amb el primer equip - i a La Liga – el 31 d'agost de l'any següent, substituint Paco Montañés al minut 79 d'una derrota a casa per 1–2 contra el seu antic equip, el Sevilla.
Morillas va marcar el seu primer gol com a professional el 17 de desembre, el de la victòria a casa contra el Deportivo Alavés, a la Copa del Rei 2014-15. El 8 de juliol de 2015 va signar un nou contracte per tres anys amb els Pericos, fins al 2018, i fou cedit al Girona FC de Segona Divisió el mateix mes.
El 6 de juliol de 2016, Jairo fou cedit al CD Numancia també de segona divisió, per un any.
El 15 de juliol de 2018, Morillas va signar contracte amb el V-Varen Nagasaki de la J1 League japonesa, com a agent lliure, després de deixar l'Espanyol.